# Jaca
Jaca (staves sommetider Chaca) er en by i den det nordøstlige Spanien nær grænsen til Frankrig. Den ligger midt i Pyrenæerne i provinsen Huesca. Jaca var oprindelig en befæstning ved Aragón-floden hvor to transportruter – den ene fra Pau til Zaragoza - krydsedes. Af denne befæstning udviklede kongedømmet Aragonien sig. Jaca var hovedstad i Aragonien indtil 1097 og fungerede også som hovedstad for Jacetania.
Jaca havde, i 2004, 12.322 indbyggere. Byen er en central turistby for regionen både hvad angår sommer- og vinterferier. Jaca var vært for vinter-universitetslegene i både 1981 og 1995. Den popularitet som vintersportsby har været motivet bag flere forgæves ansøgninger som værtsby for de olympiske vinterlege. Det skete i 1998 og for 2010-legene. Igen for legene i 2014 var det Spaniens bud på en værtsby, men byen blev ikke valgt som mulig kandidat.

## Historie
Byens oprindelse er ukendt, men dens navn menes at stamme fra ordet Iaccetani, nævnt af Strabo, som en mest kendte af de utallige små stammer, der beboede området omkring Ebrofloden. Strabo nævner at deres territorium var scene for krigene mellem Sertorius og Pompejus i det 1. årh. f.v.t. De mauriske skrivere nævner Dyaka som et af de vigtigste steder i provinsen Sarkosta (Zaragoza). Hvornår den blev generobret er uvist. Ramiro I af Aragonien (1035-1063), gav den status af by, og i 1063 blev der indenfor bymurene holdt et møde, hvor folk blev bedt om at bekræfte byens forordning; en tidlig milepæl i de parlamentarisk traditioner i Pyrenæerne.
Med krav om afskaffelse af monarkiet og etableringen af en demokratisk republik fandt der mytteri sted i garnisonen den 12.-13. December 1930. Dette blev slået ned med noget besvær. Det var en hændelse, som blandt flere varslede den spanske borgerkrigs komme.

## Seværdigheder
I Jaca, der har været bispesæde i den romersk katolske kirke siden 1063, er der befæstningsmure og tårne fra tidlig middelalder. Det hele omkranser den romanske katedral fra det 11. århundrede.
Diocesan Museum of Jaca (museum for hellige middelalderkunst) viser romanske og gotiske frescoer fra nogle af fjerneste steder i området omkring Jaca. Den første af disse blev opdaget i kirken i Urriés i 1962, hvor den havde været skjult og beskyttet af en malet og forgyldt altertavle.